# 社長シリーズ
社長シリーズ（しゃちょうシリーズ）は、東宝が1956年から1970年までに製作した喜劇映画のシリーズ。主演の森繁久弥は、同じく東宝の人気喜劇映画『駅前シリーズ』にも同時期に並行して出演し、東宝の興行を支えた。

## 概要
河村黎吉、森繁久彌、小林桂樹らが出演した、源氏鶏太作のサラリーマン喜劇『三等重役』正続2本（1952年）がシリーズの源流。『三等重役』において人事課長の森繁が河村社長の昼食の蕎麦を鋏で切るギャグは、この社長シリーズでも定番ギャグとして続けた（社長役は森繁、秘書役は小林）。
高度成長期の企業を舞台に、浮気者の森繁社長に謹厳実直の秘書（小林桂樹）や慎重な総務部長（加東大介）、宴会好きの営業部長（三木のり平）らを配しててんやわんやの仕事ぶりを描くのが基本パターン。森繁社長がバーのマダムや芸者と浮気をしようと試みる様（浮気は必ず寸前で失敗する）と、森繁、のり平らによる宴会芸が繰り広げられるのが毎度のお約束事であった。変な日本語を話す日系二世（フランキー堺）や中国人（小沢昭一）も定番キャラクターとして活躍した。
このシリーズでは、社長といえども頭のあがらない人物（大株主）が存在する。初期では「先代社長夫人」（三好栄子）であり、後期では「親会社の大社長」（東野英治郎）や「社長夫人の父親」（宮口精二）である。完全な実力のないサラリーマン社長（三等重役）を描く伝統がある。
脚本は全作品を笠原良三が担当。シリーズ大半のメガホンをとったのは、職人監督の松林宗恵だった。シリーズ初期の『社長三代記』正続篇（1958年）から『社長太平記』正篇（1959年）まで連続して監督するが、映画でほとけごころを描くという自分自身の目的とはかけ離れているとして、次作の監督を降りた。よって『続社長太平記』は青柳信雄監督が撮ったが、藤本真澄プロデューサーとの浅からぬ縁から再度依頼を受けて監督した『社長道中記』（1961年）が好評で、様々な感想を聞くうちに喜劇でも仏教的なことを描けると思い至り、以降、積極的に手がけるようになる。なお、松林監督のこのシリーズで心がけたのは人間への信頼だったという。また『社長道中記』から正篇が東京が舞台で、続篇が地方を舞台にした観光映画にするのも松林監督のアイデアであった。
1964年の『社長紳士録』正続編をもって、一旦シリーズの終了が決定していたが、観客や東宝系映画館主からの続行要望が強く、翌年、『社長忍法帖』でシリーズが再開されることになった。しかし、1967年の『社長千一夜』を最後に、常連だった三木のり平、フランキー堺が降板し、いい意味でのマンネリズムが崩れる。1968年の『社長繁盛記』以降、試行錯誤を重ねるが、1970年の『社長学ABC』で森繁久彌社長によるシリーズはついに終了する。なお、小林桂樹主演による続篇的作品『昭和ひとけた社長対ふたけた社員』が1971年に2本作られた。

## シリーズのレギュラー出演者
- 森繁久彌

シリーズの主役であり、顔である社長。人徳があり、強いリーダーシップを発揮、様々なアイデアを取り入れて会社の業績を伸ばすべく苦心する。しかしその一方、恐妻家であり、地方への出張の際などには、妻に隠れて浮気を試みるだらしない一面もある。とにかく美女にモテまくり、女性側から誘惑されて浮気を決行しようとするのだが、肝心な時に邪魔が入り、浮気は必ず失敗する。
- 小林桂樹

社長を支える秘書。真面目で融通の利かない面もあるが、森繁社長の命令には忠実である。社長に、浮気の事実を隠蔽するための囮に使われ、割を食うこともしばしばある。シリーズ後半になると、秘書課長や開発部長といった小林本人の年齢に見合った役職に出世し、社長の地方出張に随行しないこともある。そして、『社長えんま帖』のエンディングで社長に昇進し、『社長学ABC』では、そのまま社長を演じている。
- 加東大介

『社長三代記』より登場。総務部長、営業部長、常務、専務などなど、主に社長に次ぐ社内ナンバーツーの役どころ。『社長三代記』では、社長の座を追われた森繁社長に代わり、新社長に就任するが、以降の作品では、社長を陰に陽に支える真面目で家庭人の重役という性格になった。
- 三木のり平

地方（海外）出張と宴会好きの営業部長。「パァーッといきましょう、パァーッと」「パッ、パッといきましょう」が口癖。何かあるたびに宴会をセッティングし、それを取り仕切ることを生き甲斐としている。宴会シーンで披露する珍芸は、シリーズの名物のひとつであった。『社長千一夜』正続編を最後に、シリーズを去った。なお『サラリーマン忠臣蔵』正続には未登場。
- フランキー堺

『サラリーマン清水港』（正編のみ）に初登場し、『社長洋行記』よりレギュラーに。森繁社長の会社の大口の取引相手や提携相手として、怪しい言葉遣いを駆使する日系人や、強烈な方言で喋る地方の名士など、毎回強烈なキャラクターで登場する。『社長千一夜』正続編でシリーズを離れた。
- 久慈あさみ

『はりきり社長』より登場。社長夫人。シリーズ最終作まで出演。森繁社長との間に子宝には恵まれているが、基本的には娘ばかりを授かっている。歴代の娘たちを 浜美枝、岡田可愛、桜井浩子、中真千子、松本めぐみ、相原ふさ子、上原ゆかりといった子役、若手女優が演じた。
- 司葉子

小林秘書の恋人。社内恋愛の末、『社長紳士録』で結婚し、以降は妻役として最終作まで登場する。なお『サラリーマン忠臣蔵』正続では小林の妹役で登場。また『社長道中記』正続や『社長洋行記』から『続・社長外遊記』までは未登場。
- 英百合子

『社長三代記』より、小林秘書の母親役。シリーズ最終作まで、同様の役で出演（のり平同様『サラリーマン忠臣蔵』正続には未登場）。但し、シリーズ初出は『続へそくり社長』で司葉子母親役。
- 新珠三千代

『サラリーマン清水港』より登場。バーのマダムや芸者として、社長に浮気を迫るが、毎回失敗に終わる。『社長千一夜』正続編がシリーズ最後の出演。
- 草笛光子

『続社長道中記』より登場。同じくバーのマダムや芸者として、社長の浮気心を擽る。
- 淡路恵子

『続社長三代記』より登場。同じく社長の浮気相手となるバーのマダムや芸者役。
- 池内淳子

『社長漫遊記』より登場。社長を誘う浮気相手の芸者。
- 小沢昭一

『社長繁盛記』より登場。中国人バイヤーなど、前作でシリーズを去ったフランキー堺の後継の役どころ。『社長えんま帖』からはのり平→谷啓に次ぐ営業部長になるが、『社長学ABC』正続では再びバイヤーに。
- 藤岡琢也

『社長えんま帖』より登場。日系バイヤーで登場。『社長学ABC』正続では営業課長（劇中で総務部長に昇進）。

### その他のレギュラー・準レギュラー
- 三好榮子（三好栄子）：先代社長未亡人で会長役（森繁社長が最も恐れる人物）
- 雪村いづみ：秘書役、先代社長令嬢。
- 越路吹雪：第1、2作「へそくり社長」「続へそくり社長」で社長（森繁久彌）夫人を演じた。
- 有島一郎：姉妹会社専務の奥村。
- 団令子：『社長太平記』・『サラリーマン忠臣蔵』・『社長道中記』に登場。小林桂樹の恋人役を演じた（『～忠臣蔵』では森繁社長の息子・夏木陽介のフィアンセ）。末期にも出演。
- 藤山陽子：『サラリーマン清水港』から『続社長紳士録』まで登場。OL役や小林桂樹の恋人役などを演じた。
- 中真千子：森繁社長の令嬢や秘書室のOL役など。
- 河津清三郎：商売敵の社長や、森繁社長の親友役が多い。
- 東野英治郎：前述の様に『大会社の大社長』が多かったが、『サラリーマン忠臣蔵』『サラリーマン清水港』では敵役に。
- 山茶花究：『サラリーマン忠臣蔵』の東野の秘書などの様に、商売敵役が多い。
- 中村伸郎
- 左卜全：森繁社長が契約しようとする会社の社長役や会長役が多い。
- 黒沢年男：『社長千一夜』と『社長繁盛記』で、部長に昇進した小林桂樹の代わりとして社長秘書を務める。
- 内藤洋子：関口宏演じる三代目の社長秘書の恋人役。
- 関口宏：黒沢年男に続く三代目の社長秘書役。
- 塩沢とき
- 桐野洋雄
- 浦山珠実：森繁社長邸のお手伝いさん役。
- 大友伸
- 三船敏郎：『サラリーマン忠臣蔵』正続で森繁社長の親友として出演。『続・社長洋行記』では香港のヒロイン・尤敏の婚約者として出演。

## シリーズ一覧
| 第n作 | タイトル             | 監督     | 公開日         | 備考                                                                   |
| ----- | -------------------- | -------- | -------------- | ---------------------------------------------------------------------- |
| 1     | へそくり社長         | 千葉泰樹 | 1956年1月3日   |                                                                        |
| 2     | 続へそくり社長       | 千葉泰樹 | 1956年3月20日  |                                                                        |
| 3     | はりきり社長         | 渡辺邦男 | 1956年7月13日  | 唯一の単発作品                                                         |
| 4     | 社長三代記           | 松林宗恵 | 1958年1月3日   | 初のシネスコ作品 加東初登場                                            |
| 5     | 続・社長三代記       | 松林宗恵 | 1958年3月18日  |                                                                        |
| 6     | 社長太平記           | 松林宗恵 | 1959年1月3日   |                                                                        |
| 7     | 続・社長太平記       | 青柳信雄 | 1959年3月15日  | 初のカラー作品                                                         |
| 8     | サラリーマン忠臣蔵   | 杉江敏男 | 1960年12月25日 | 東宝サラリーマン映画100本記念、森繁は専務                              |
| 9     | 続サラリーマン忠臣蔵 | 杉江敏男 | 1961年2月25日  | 東宝サラリーマン映画100本記念                                          |
| 10    | 社長道中記           | 松林宗恵 | 1961年4月25日  |                                                                        |
| 11    | 続・社長道中記       | 松林宗恵 | 1961年5月30日  |                                                                        |
| 12    | サラリーマン清水港   | 松林宗恵 | 1962年1月3日   |                                                                        |
| 13    | 続サラリーマン清水港 | 松林宗恵 | 1962年3月7日   |                                                                        |
| 14    | 社長洋行記           | 杉江敏男 | 1962年4月29日  | 香港ロケ フランキーがレギュラー加入                                    |
| 15    | 続・社長洋行記       | 杉江敏男 | 1962年6月1日   | 香港ロケ                                                               |
| 16    | 社長漫遊記           | 杉江敏男 | 1963年1月3日   |                                                                        |
| 17    | 続・社長漫遊記       | 杉江敏男 | 1963年3月1日   |                                                                        |
| 18    | 社長外遊記           | 松林宗恵 | 1963年4月28日  | ハワイロケ                                                             |
| 19    | 続・社長外遊記       | 松林宗恵 | 1963年5月29日  | ハワイロケ                                                             |
| 20    | 社長紳士録           | 松林宗恵 | 1964年1月3日   |                                                                        |
| 21    | 続・社長紳士録       | 松林宗恵 | 1964年2月29日  | シリーズ最終作として製作され、ラストシーンに歴代の監督や出演者が登場。 |
| 22    | 社長忍法帖           | 松林宗恵 | 1965年1月3日   |                                                                        |
| 23    | 続・社長忍法帖       | 松林宗恵 | 1965年1月31日  |                                                                        |
| 24    | 社長行状記           | 松林宗恵 | 1966年1月3日   |                                                                        |
| 25    | 続・社長行状記       | 松林宗恵 | 1966年2月25日  |                                                                        |
| 26    | 社長千一夜           | 松林宗恵 | 1967年1月1日   |                                                                        |
| 27    | 続・社長千一夜       | 松林宗恵 | 1967年6月3日   | のり平とフランキーがこれを以て降板                                     |
| 28    | 社長繁盛記           | 松林宗恵 | 1968年1月14日  |                                                                        |
| 29    | 続・社長繁盛記       | 松林宗恵 | 1968年2月24日  |                                                                        |
| 30    | 社長えんま帖         | 松林宗恵 | 1969年1月15日  |                                                                        |
| 31    | 続・社長えんま帖     | 松林宗恵 | 1969年5月17日  |                                                                        |
| 32    | 社長学ABC            | 松林宗恵 | 1970年1月15日  | 森繁は会長、小林が社長。台湾ロケ                                       |
| 33    | 続・社長学ABC        | 松林宗恵 | 1970年2月28日  | 森繁は会長、小林が社長                                                 |

| タイトル                                      | 監督     | 公開日         | 備考 |
| 新・三等重役                                  | 筧正典   | 1959年8月9日   |      |
| 新・三等重役 旅と女と酒の巻                   | 筧正典   | 1960年1月15日  |      |
| 新・三等重役 当るも八卦の巻                   | 杉江敏男 | 1960年4月26日  |      |
| 新・三等重役 亭主教育の巻                     | 杉江敏男 | 1960年7月12日  |      |
| 昭和ひとけた社長対ふたけた社員                | 石田勝心 | 1971年5月22日  |      |
| 昭和ひとけた社長対ふたけた社員 月月火水木金金 | 石田勝心 | 1971年10月30日 |      |

- 「社長」をタイトルに冠さない『サラリーマン忠臣蔵』正続、『サラリーマン清水港』正続については、1969年（昭和44年）1月の『社長えんま帖』公開時の東宝宣伝部は、これら4作をシリーズにカウントし、『社長えんま帖』を社長シリーズ30作品目とした「社長えんま帖30本作品リスト」を掲載した『東宝劇場宣伝心得帖』を発行している[3]。1959年 - 1960年（昭和34年 - 昭和30年）に公開された『新・三等重役』全4作はこの「社長えんま帖30本作品リスト」には含まれていない[3]。
- 1971年（昭和46年）に公開された小林主演の『昭和ひとけた社長対ふたけた社員』および『昭和ひとけた社長対ふたけた社員 月月火水木金金』は森繁久弥が出演していないためシリーズに含まれず、傍流に位置づけられる。
- テイチクエンタテインメントが2006年（平成18年）11月22日に発売したサウンドトラックアルバム『社長音楽記「社長シリーズ」ミュージック・アンソロジー』には、『新・三等重役』全4作、『昭和ひとけた社長対ふたけた社員』および『昭和ひとけた社長対ふたけた社員 月月火水木金金』を「社長シリーズ」に含む形で楽曲を収録している[4]。
- 1957年（昭和32年）1月公開の『おしゃべり社長』（青柳信雄監督）は、東宝製作ではなく、東宝系列の東京映画製作の作品である[5]。社長シリーズを一手に担当したプロデューサーの藤本真澄、脚本の笠原良三は関わっておらず、森繁が主演である以外は、小林桂樹や三木のり平らのレギュラー陣も出演していない。そのため「社長シリーズ」には含まれない。『おしゃべり社長』は上記サウンドトラックにも収録されていない[4]。
- 2013年（平成25年）11月18日にDVDマガジン「昭和の爆笑喜劇」（講談社）の一本として発売された『サラリーマン忠臣蔵』付属のマガジンに、「社長シリーズ」リストが記載されているが、ここでもシリーズは「33作」とされ、『おしゃべり社長』『新・三等重役シリーズ』『昭和ひとけた社長対ふたけた社員2部作』は記載されてない。

## ディスコグラフィ
- 『社長音楽記「社長シリーズ」ミュージック・アンソロジー』、テイチクエンタテインメント、2006年11月22日発売 - 初のサントラ集[4]